# Flagge St. Helenas
Die aktuelle Flagge St. Helenas wurde am 4. Oktober 1984 eingeführt und ist die offizielle Flagge der Insel St. Helena, einem gleichberechtigten Teil des Britischen Überseegebietes St. Helena, Ascension und Tristan da Cunha. Von 1874 bis 1984 führte St. Helena eine Flagge mit anderem Schild.
Die aktuelle Flagge ist eine Abwandlung der Blue Ensign, das heißt blau mit der Flagge des Vereinigten Königreiches von Großbritannien und Nordirland im Liek-Obereck und dem Schild von Saint Helena in der Mitte der fliegenden Seite der Flagge. Der Schild zeigt eine felsige Küstenlinie und ein dreimastiges Segelschiff mit englischer Flagge sowie den St.-Helena-Regenpfeifer (Charadrius sanctaehelenae), einen dort heimischen Vogel.
Die beiden anderen Teile des britischen Überseegebietes Ascension (Flagge Ascensions) und Tristan da Cunha (Flagge Tristan da Cunhas) führen jeweils eigene Flaggen und Wappen.

## Galerie

Historische Flagge (1939–1984)
Flagge des Gouverneurs